# Issa al-Laith
Issa al-laith (en arabe : عيسى الليث) est un chanteur yéménite affilié aux Houthis (Ansar Allah),.

## Biographie
Issa al-Laith est né en 1985 à Khamis Mushait en Arabie saoudite, dans une famille chiite zaïdite originaire du district de Razih, dans le gouvernorat de Saada, au Yémen. Il a participé à la Guerre civile yéménite. Il est marié et père de quatre enfants.

## Activités
Al-Laith est un chanteur islamique, dont les thèmes concerne l'Islam, la glorification des combattants Houthis et la Palestine. Les nasheed d'al-Laith traitent également de l'intervention saoudienne au Yémen et des attaques contre la Dynastie saoudienne en lien avec l'intervention.
Pendant une interview, on lui demandait s'il avait des liens avec les moudjahidines au front, il a déclaré que « Ils sont pour nous une source d'inspiration en termes de performance et de mélodie. »